# Impressora tèrmica

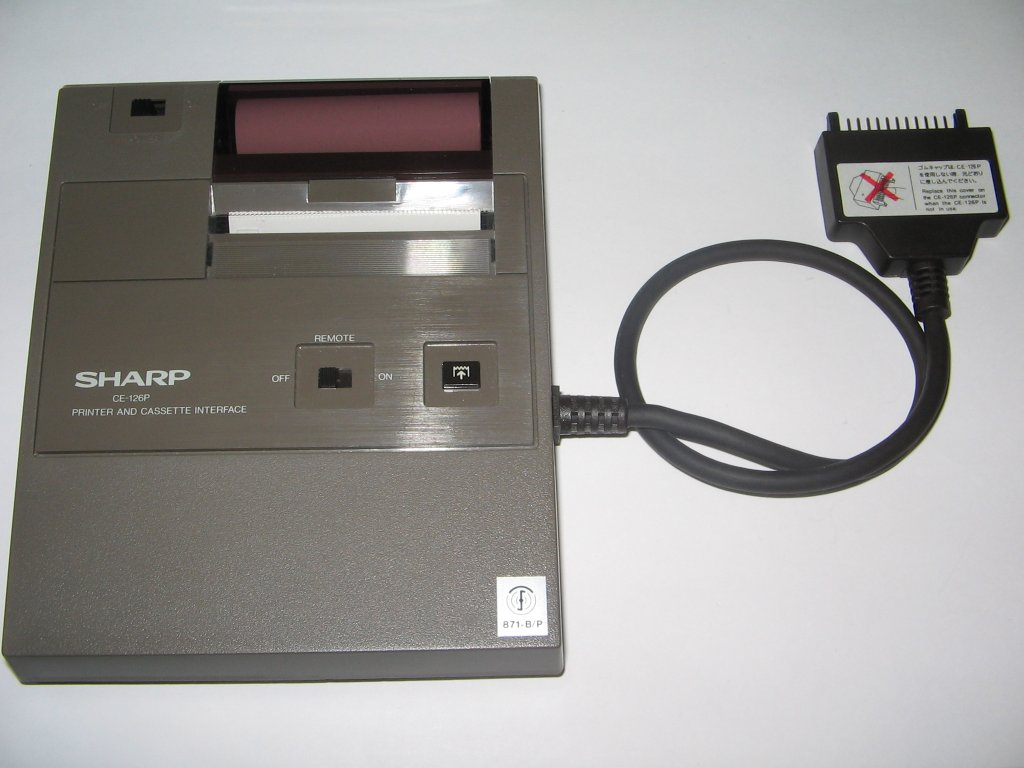
Impressora tèrmica

Una impressora tèrmica obté la imatge mitjançant l'escalfament de paper sensible a la calor. Aquest és un sistema molt emprat en terminals de venda, caixers automàtics, generalment per imprimir tiquets o rebuts, o per crear etiquetes.
Tenen l'avantatge de no requerir més manteniment que la substitució del rotlle de paper. És una tasca senzilla i ràpida, el que permet emprar aquestes impressores sense necessitat de tenir coneixements especialitzats. Els principals inconvenients són el curt període de vida de les impressions i la toxicitat de la capa termosensible que en difficulta el reciclatge. Les impressions esdeterioren ràpidament fins a fer-se il·legibles sota influència de la llum, el calor i la humitat. Ja es produeixen papers tèrmics que permeten una llarga conservació durant molts anys sense cap mena d'emmagatzematge o cura especials, però encara queda massa car per a l'ús al dia a dia.
Només possibilita la impressió en monocrom color negre, i únicament en els models més recents mitjançant un paper especial addicionalment en vermell o blau. D'altra banda, el paper tèrmic costa més que el paper ordinari, però no consumeix més altres consumibles. La velocitat d'impressió es pot mesurar en mm/s, el que refereix als mm de rotllo de paper que surten de la impressora. Oscil·la habitualment entre 100 i 200 mm/s.
Molt paper tèrmic conté bisfenol A (BPA), una substància que té efectes tòxics per a la capacitat reproductora dels éssers humans. La Comissió Europea va aprovar una restricció de l'ús del BPA en el paper tèrmic. Prohibeix la comercialització de paper tèrmic amb una concentració de BPA igual o superior al 0,02% en pes, des del 2 de gener de 2020. La possibilitat de migració per la pell és alt, sobretot per a persones com a caixers, que en manipulen sovint. També és difícil treure el BPA quan el paper és mescla amb paper normal.